# Carcinoma de pulmão de células não pequenas
O carcinoma de pulmão não pequenas células (CNPC) é qualquer tipo de câncer de pulmão epitelial, exceto os carcinomas de pequenas células (CPC). É assim, um diagnóstico de exclusão (ou seja, um diagnóstico feito a partir da exclusão de outras possibilidades para melhorar a eficácia terapêutica quando não é produtivo e necessário fazer um diagnóstico mais preciso) que funciona similar ao Linfoma não Hodgkin (incluem todos linfomas, menos o linfoma de Hodgkin) e ao câncer de pele não-melanoma (inclui todos cânceres de pele menos, o melanoma).

## Tipos
Os tipos mais comuns de carcinoma não pequenas células são:

### Carcinoma de pulmão de células escamosas
O carcinoma de células escamosas é um tipo de câncer que começa nas células cuja aparência é de células planas, como escamas de peixe. Essas células revestem interior das vias aéreas, e são tendenciosas para serem encontradas perto dos brônquios.
Esse carcinoma é relativamente comum, levando em consideração que aproximadamente 6,4% das pessoas serão diagnosticadas com câncer de pulmão em algum momento de suas vidas, o que significa em cerca de 1,6% das pessoas aparecerá um carcinoma do gênero.
O diagnóstico é tardio na maioria dos casos, o que justifica a baixa sobrevida dos pacientes e também ressalta a importância do diagnóstico em estágios iniciais da neoplasia. Foi mostrado através de pesquisas que o diagnóstico tardio faz com que um menor índice de pacientes sejam submetidos a um tratamento exclusivamente cirúrgico e mais sejam submetidos a um tratamento exclusivamente quimioterápico.
O carcinoma em questão é o mais presente em cânceres de pulmão, sendo ainda o que mais apresenta uma relação direta com o tabagismo, tendo em vista que a maioria dos casos relatados estão associados à essa prática, o que implica como prática preventiva não consumir produtos do gênero e procurar não fumar passivamente.
O carcinoma de células escamosas é responsável por vários casos de câncer de pulmão (cerca de um quarto), mas também está muito presente em outros tipos de câncer, como o de pele e boca, sendo o maior causador desses dois. Essa neoplasia caracteriza-se por aparecer em regiões mucosas e é influenciado diretamente pelo HPV, que é um dos fatores de risco.

### Carcinoma de pulmão de grandes células
Representa aproximadamente 10% dos casos de câncer de pulmão de células não pequenas. Seu nome é baseado na aparência grande e circular das células, quando vistos no microscópio. Esse tipo de carcinoma tende a crescer e se espalhar mais rápido que outros tipos, inicialmente se instala nas áreas mais periféricas do pulmão. Por essa razão, os sintomas mais comuns do câncer de pulmão geralmente não se aplicam a esse tipo, como tosse crônica e tosse com sangue, aparecendo apenas nos estágios mais avançados. Em estágios iniciais, os sintomas mais comuns são fatiga, falta de ar moderada e dor no peito, ombros ou costas. Também pode causar desenvolvimento de fluido nos tecidos do pulmão. Além disso, esse tipo de tumor é responsável por produções de hormônios que causa a síndrome paraneoplásica, resultando em sintomas como a ginecomastia. 
Esse tipo de carcinoma é mais associado ao tabagismo do que outros tipos, mas também pode ser causado por causas ambientais ou fatores genéticos. Seu tratamento envolve procedimento cirúrgico, quimioterapia e radioterapia.

### Adenocarcinoma

#### Definição
O adenocarcinoma é um tumor maligno, derivado de células glandulares epiteliais secretoras. Este tumor pode afetar vários órgãos do corpo humano, tais como pulmões, intestinos, pâncreas, fígado, colo do útero, mama, esôfago, estômago, próstata, vesícula biliar. E são um tipo de câncer de agressividade elevada.
Estas células também são capazes de originar um tumor benigno, o adenoma, que guarda a potencialidade de transformar-se em adenocarcinoma. Embora a prefixo “adeno” signifique  “junto a uma glândula” nem sempre as células deste tumor pertencem a uma glândula,  bastando apenas que parte atingida seja secretora.

#### Causas
As causas do não são totalmente conhecidas, porém algumas características são causas associadas ao surgimento de adenocarcinomas, tais como: antecedente familiar de câncer, idade avançada, tabagismo (no caso do câncer de pulmão especialmente), reposição hormonal (no caso de câncer de mama especialmente), qualidade da alimentação (no caso de câncer do trato gastrointestinal).

#### Órgãos afetados pela doença
O Adenocarcinoma pode ocorrer em mamíferos mais altos, inclusive seres humanos. Estes cancros podem aparecer como as glândulas e possuir propriedades da secreção. E nem sempre possuem aparência glandular definida. O adenocarcinoma pode afetar diversos órgãos, desde epitélio, até tecidos glandulares de todo o corpo.  
Apesar do adenocarcinoma ser extremamente comuns nos pulmões, outros órgãos que podem ser afetados pelo adenocarcinoma incluem:
- pâncreas
- próstata
- estômago
- tiróide
- peito
- útero
- fígado
- vesícula biliar

#### Diagnóstico
O diagnóstico é feito como o de outros tipos de câncer, através de imagem. Histologicamente, são detectados por meio do exame de material recolhido através de biópsia e examinado ao microscópio. Caso um tumor seja descoberto, faz-se necessário tratamento imediato, pois os adenocarcinomas progridem rapidamente e tendem a dar metástases com facilidade, permitindo que o câncer se espalhe para outros órgãos.

#### Tratamento
Os adenocarcinomas são um tipo de câncer agressivo e de difícil remoção cirúrgica e por isso, possuem um prognóstico desfavorável. O adenoma, embora benigno, pode causar sérios problemas ao funcionamento orgânico devido a possíveis compressões ou destruição de determinado órgão.
O tratamento do adenocarcinoma inclui a remoção cirúrgica do tumor e cuidados com as possíveis complicações que já tenham sido causadas. Após a cirurgia, o paciente deve passar por uma quimioterapia e/ou radioterapia, para evitar que o tumor possa regressar.

### Carcinoma misto
O carcinoma de pulmão de células pequenas combinadas é definido pela Organização Mundial da Saúde (OMS) como carcinoma de células pequenas com um componente adicional, que pode ser quaisquer células não pequenas, incluindo adenocarcinoma, carcinoma de células escamosas e carcinoma neuroendócrino de células grandes (LCNEC). Um componente de carcinoma de pulmão de células não pequenas (NSCLC) pode ser identificado dentro de até aproximadamente 30% de carcinomas de pulmão de células pequenas (SCLCs) e as características clínicas em pacientes com CSCLC não diferem significativamente daqueles em pacientes com SCLC (ADELSTEIN et al, MANGUM et al, NICHOLSON et al). 
Algumas vezes, o nome "câncer de pulmão não pequenas células" (ou "carcinoma não especificado") é utilizado, genericamente, quando um diagnóstico mais específico não pôde ser feito. Isso é mais frequente quando o patologista consegue encontrar somente uma pequena porção de células ou de tecido malignos na amostra obtida por citologia ou biópsia.
O câncer de pulmão em pessoas que nunca fumaram é, quase universalmente, um tipo de carcinoma não pequenas células, na maioria dos casos um adenocarcinoma.

## Tratamento
Enquanto classe, os subtipos de CNPC são relativamente insensíveis a quimioterapia, quando comparado ao carcinoma pequenas células. Quando possível, eles são tratados, primariamente, com ressecção cirúrgica e podem ser curados, embora a quimioterapia esteja sendo utilizada, cada vez mais, tanto antes da cirurgia (quimioterapia neoadjuvante) quanto depois (quimioterapia adjuvante).
As opções de tratamento do câncer de pulmão de células não pequenas dependem não só do estágio em que se encontra a doença, apesar de ser o principal fator. Pode-se também ser considerado o o estado de saúde do paciente e como estão as funções do pulmão, características daquele câncer, etc.
O tratamento do câncer pode ser feito com cirurgia, quimioterapia ou radioterapia. Nos casos de câncer de pulmão podemos utilizar uma, duas ou as três modalidades de tratamento.
A cirurgia sem dúvidas é a melhor método e a principal escolha, justamente por apresentar melhores resultados, porém na maioria dos casos não é possível essa forma de tratamento pela grande extensão da doença quando se obtém o diagnóstico. Há também a possibilidade daquele tumor estar em alguma região de função vital para o paciente e que não pode ser removido.

### Cirurgia
As cirurgias para tratamento de câncer de pulmão podem ser:
Segmentectomia: é quando se retira uma pequena parte do pulmão, este é um procedimento para pessoas de idade ou com função respiratória limitada e que não conseguem suportar uma cirurgia maior.
Lobectomia: Cirurgia em que se retira um lobo inteiro do pulmão, é um tratamento muito usado para o tratamento de câncer de pulmão.
Pneumectomia:  É a retirada total do pulmão. Esta não é algo possível para a maioria das pessoas, pois o paciente teria uma má qualidade de vida.

### Quimioterapia
Tratamento muito utilizado nos diversos tipos de câncer além do câncer de pulmão. Essa técnica visa a destruição de células cancerígenas e também a redução dos tumores para, assim, haver uma amenização dos sintomas da doença.

### Radioterapia
Esse tratamento visa a destruição das células cancerígenas por meio de radiação. Esse método pode ser usado antes ou depois da cirurgia e pode acarretar diversos efeitos colaterais. Um exemplo de efeito colateral da radioterapia no tratamento de câncer de pulmão é a pneumonite actínica.

## Prevenção
Por ser resultado de uma herança multifatorial definir uma prevenção definitiva para o câncer de pulmão torna-se impossível, entretanto evitar alguns ambientes e comportamentos, como também estimular outros, pode ser decisivo, em alguns casos, para o aparecimento da doença e para seu prognóstico.
O tabagismo é de longe a principal causa de carcinoma pulmonar, a sua prática, mesmo que de forma passiva (através do contato com a fumaça em casa ou no trabalho) torna a pessoa exposta a mais de 4700 tipos de substâncias, muitas delas cancerígenas. Cerca de 90% dos casos de câncer de pulmão surgem como resultado do tabagismo. O risco de câncer de pulmão aumenta com o número de cigarros fumados ao longo do tempo. Parar de fumar é sempre recomendado, uma vez que o tecido pulmonar tem a capacidade de se regenerar com o tempo, independente do tempo de abuso e da idade da pessoa.
Outro fator importante é a exposição a randônio, amianto e outros produtos químicos com características semelhantes. A exposição a este tipo de material pode ser dar em casa, através da contaminação do ar ou em trabalhos mais arriscados, como agricultores que fazem uso de agrotóxicos e químicos experimentais, para os ambientes de trabalho considerados insalubres há uma infinidade de leis e regras que visam a melhor condição de saúde do trabalhador. 
Dessa forma, é importante salientar também que hábitos saudáveis como manter uma boa alimentação são essenciais para a prevenção da doença. Estudos comprovam que uma alimentação rica em frutas e verduras reduzem o risco da doença em fumantes e não fumantes, entretanto as melhoras não se sobrepõem aos riscos aumentados causados pelo tabagismo.